# Ronnbergia neoregelioides
Ronnbergia neoregelioides är en gräsväxtart som beskrevs av Elton Martinez Carvalho Leme. Ronnbergia neoregelioides ingår i släktet Ronnbergia och familjen Bromeliaceae. Inga underarter finns listade i Catalogue of Life.